# Tractionnaire
 (octobre 2009).
Si vous disposez d'ouvrages ou d'articles de référence ou si vous connaissez des sites web de qualité traitant du thème abordé ici, merci de compléter l'article en donnant les références utiles à sa vérifiabilité et en les liant à la section « Notes et références ».
Un tractionnaire ou broker est un transporteur routier indépendant qui loue son tracteur routier et son service de conducteur à une entreprise qui lui fournit une semi-remorque et un contrat de transport de durée variable.

## Description
En général, le tractionnaire ne possède qu'un seul camion. Le tractionnaire est souvent artisan transporteur. On l'appelle aussi patron chauffeur.

### En France
Un tractionnaire est le « propriétaire du tracteur qui déplace, moyennant un prix des marchandises chargées, dans la semi d’un client ou d’un confrère. »
En France, il doit être détenteur de l'attestation de capacité.